# Mé srdce patří Bartovi
Mé srdce patří Bartovi (v anglickém originále Beware My Cheating Bart) je 18. díl 23. řady (celkem 504.) amerického animovaného seriálu Simpsonovi. Scénář napsal Ben Joseph a díl režíroval Mark Kirkland. V USA měl premiéru dne 15. dubna 2012 na stanici Fox Broadcasting Company a v Česku byl poprvé vysílán 9. srpna 2012 na stanici Prima Cool.

## Děj
Během dne stráveného v obchodním centru se Homer rozhodne, že Milhouse a Barta nechá v kině sledovat dětský film, aby se mohl najíst v restauraci. Kluci narazí na školní rváče a Bart je nucen dělat garde přítelkyni Jimba Jonese Shauně, zatímco ona se dívá na film s Jennifer Anistonovou. Oba odejdou krátce po zhlédnutí jediné části filmu, která se Shauně líbí (mužský zadek), a vyrazí do obchodního centra. Bart kryje Shaunu, když krade v obchodě, a když utečou před neschopným policistou z obchoďáku, Shauna řekne, že Bart je docela v pohodě, a projeví mu uznání tím, že před ním ukáže svá prsa, z čehož má Bart trauma a zároveň je do ní zamilovaný. Oba se rozhodnou navázat milostný vztah za Jimbovými zády, ale ten na něj brzy přijde. Dvojice se pokouší ukrýt před pomstychtivým Jimbem v obchodě Komiksáka, zatímco Jimbo se rozhodne s pomocí zapomnětlivé Marge sledovat Bartův dům a nechat Barta, aby se vrátil domů a čelil Jimbovu hněvu. Shauna se s oběma po dobré radě od Lízy rozejde a Bart dostane od Jimba trest – držení hlavou dolů z jeho domku na stromě, aby do něj byl „vložen strach boží“. 
Mezitím se Homer nechá přesvědčit ke koupi nejmodernějšího běžeckého pásu od mazaného prodavače. Když Líza Homerovi ukáže, že má bezdrátový přístup k televizním pořadům, využije Homer stroj a místo cvičení si vypěstuje posedlost sledováním starého televizního pořadu Poztrácení. Nakonec Marge v záchvatu vzteku prozradí všechny spoilery epizod, které Homer ještě nesledoval. Ten je zpočátku na Marge rozzuřený a naznačuje, že jejich manželství ztroskotá, ale romantický večer, jejž naplánovala, vše vyřeší.

## Přijetí
Epizoda byla původně vysílána na stanici Fox ve Spojených státech 15. dubna 2012. Během tohoto vysílání ji sledovalo přibližně 4,864 milionu diváků.
Rowan Kaiser z The A.V. Clubu udělil dílu známku C+ a pochválil gaučový gag „v epizodě, která jinak byla všechno, jen ne zapamatovatelná“.

## Tabule
V různých vysíláních této epizody se objevily různé tabulové gagy. Původní verze vysílaná v USA zněla: „Skutečná poloha Springfieldu je v jakémkoli státě kromě vašeho.“, což byla reakce na reakce na rozhovor Matta Groeninga, v němž prozradil, že název Springfieldu byl inspirován Springfieldem v Oregonu, což bylo široce mylně interpretováno jako Groeningovo prozrazení, že Springfield Simpsonových se nachází v Oregonu.